# Mikoši

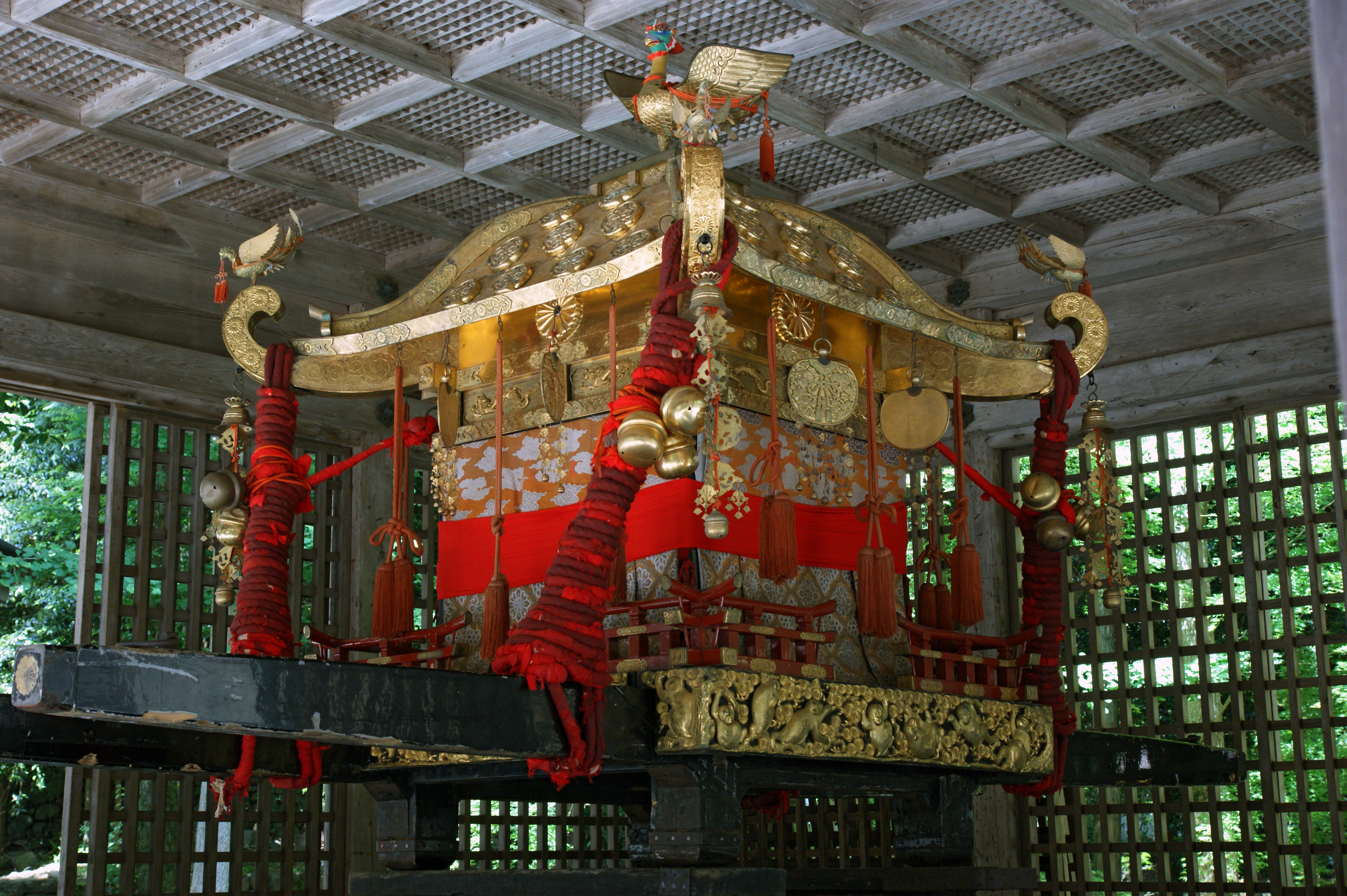
Mikoši

O-mikoši nebo jen mikoši (japonsky 神舆) je přenosná šintoistická svatyně. Šintoističtí věřící věří, že slouží jako vozidlo božského ducha. Mikoši se často podobá miniaturní budově s pilíři, zdmi, střechou, verandou a zábradlím. Na střeše často bývá soška ptáka Fénixe. Během místní slavnosti macuri ho vynesou lidé na svých bedrech pomocí dvou nebo čtyř kůlů. Nesou mikoši od svatyně po okolních čtvrtích.